# Polystichum hubeiense
Polystichum hubeiense är en träjonväxtart som beskrevs av Liang Zhang och Li Bing Zhang. Polystichum hubeiense ingår i släktet Polystichum och familjen Dryopteridaceae. Inga underarter finns listade.